# 布隆斯
布隆斯是奥地利福拉尔贝格州布卢登茨县的一个市镇。总面积14.88平方公里，总人口331人，人口密度22.2人/平方公里（2005年）。